# Paritamus acanthodes
Paritamus acanthodes är en tvåvingeart som först beskrevs av Friedrich Hermann Loew 1849.  Paritamus acanthodes ingår i släktet Paritamus och familjen rovflugor. Inga underarter finns listade i Catalogue of Life.